# Närcon

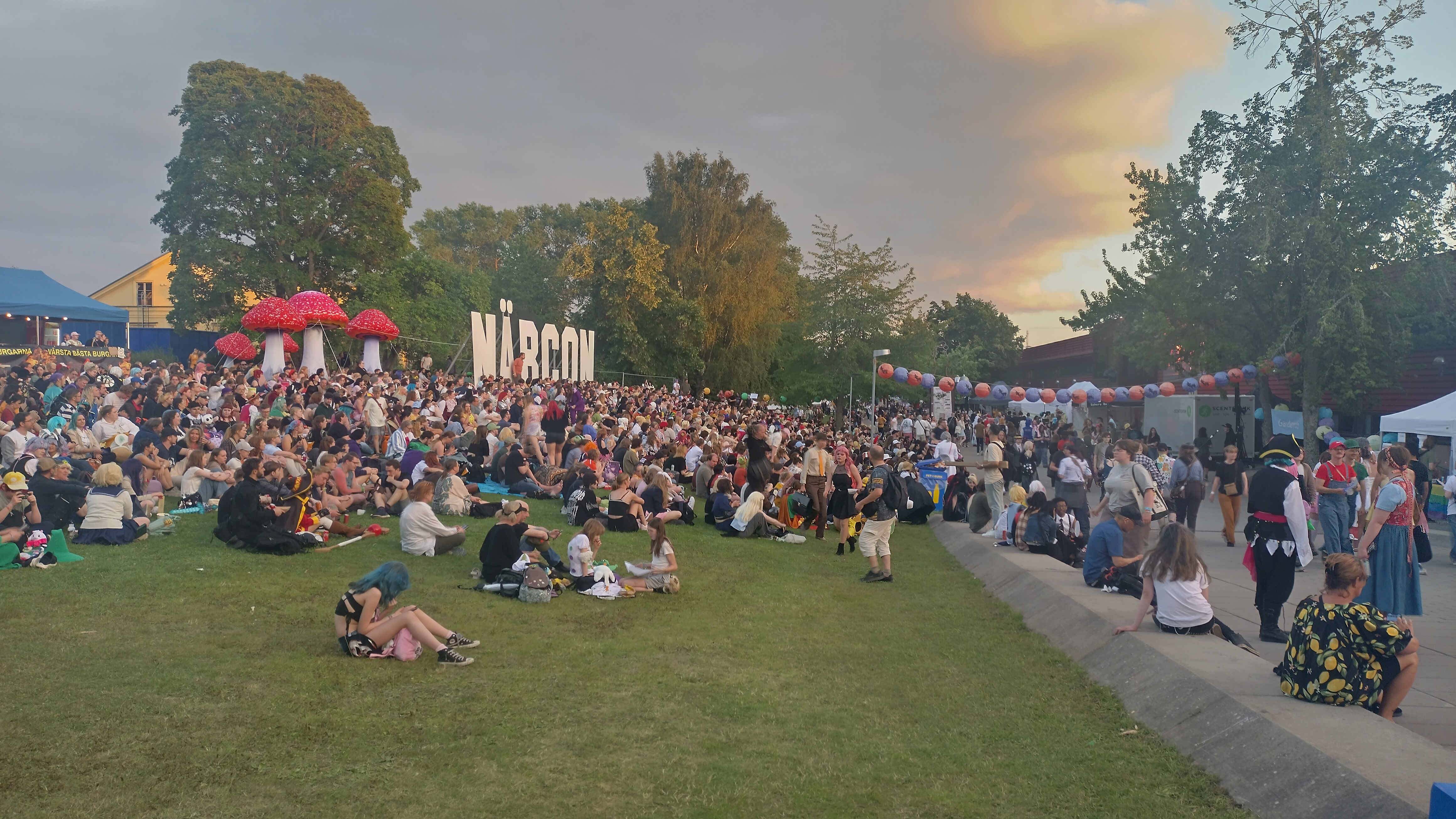
Publik på Närcon.

Närcon (i marknadsföringssammanhang och i allmänhet skrivet NärCon) är en serie av populärkulturella konvent och festivaler. Fokus har växlat över tid, från ett mindre brädspelskonvent vid grundandet i Örebro, till att 2010-talet omtalas framförallt som animekonvent. På 2020-talet är primärt fokus cosplay och gaming.
Det största årliga eventet, Närcon Sommar, arrangeras i Linköping (tidigare Örebro) av NärCon Eventbyrå AB och slog 2025 besöksrekord med 20 000 besökare.
Huvudevenemanget brukar gå av stapeln i slutet av juli och erbjuder likt andra traditionella spelkonvent figurspel, brädspel, kortspel och rollspel. Även filmsalar finns, där det dygnet runt visas anime och annan film, och så finns det datorspelsrum med konsoler, där det också brukar ordnas datorspelsturneringar. 
I anslutning till Närcon arrangerades tidigare[när?] även ett LAN-party[var?], även om den verksamheten på senare år tunnats ut och numera ersatts av e-sport. Dessutom inriktar sig Närcon även på cosplay, och håller i Cosplay-SM och Nordic Cosplay Championship.
Arrangörerna kallar arrangemanget för en spel- och cosplayfestival och målet är att skapa minst samma bredd och kvalitet på arrangemangen som om det hade varit fyra separata arrangemang – spel-, anime- och cosplaykonvent eller festival – på samma plats.

## Historik
Närcon grundades år 2002 av Sam Anlér (då i A-Huset och Kulturpalatset i Örebro) och har sedan dess körts årligen. Konventet flyttade efter en tid till Linköping där man utvecklade ett samarbete med Linköpings Universitet. Sedan 2013 arrangeras även Närcon på vintern, mestadels på Katedralskolan, men har även hållits på Anders Ljungstedts Gymnasium, Saab Arena, samt Berzeliusskolan. 
| År   | Datum             | Anteckning |
| ---- | ----------------- | --- |
| 2002 | 30 aug - 1 sep    | Första Närcon. Ägde rum på Kulturpalatset och A-huset i Örebro. Evenemanget hade cirka 170 besökare. |
| 2003 | 14-16 augusti     | Detta år var NärCon på bara Kulturpalatset. |
| 2004 | 27-29 augusti     | Återigen var Närcon på både Kulturpalatset och Folkets hus i Örebro. |
| 2005 | 5-7 augusti       | Första Närcon på Karolinska Läroverket, drog cirka 300 deltagare. |
| 2006 | 11-13 augusti     | Femårsjubileets Närcon ägde rum i Karolinska Läroverket, drog drygt femhundra deltagare. Tioårsjubileet ägde rum på Linköpings universitet i Linköping, vilket blev första året konventet arrangerades på annan ort än Örebro.                                                                              |
| 2007 | 3-5 augusti       | Evenemanget hade cirka 700 besökare. |
| 2008 | 8–10 augusti      | Evenemanget hade cirka 900 besökare, trots att LAN saknades detta år. |
| 2009 | 30 juli–2 augusti | Evenemanget hade cirka 1 500 deltagare. Detta var första året konventet pågick i fyra dagars tid. |
| 2010 | 23–25 juli        | Evenemanget höll inte på att bli av. Till slut styrdes det hela upp, och man nådde totalt cirka 1 000 deltagare. |
| 2011 | 4–7 augusti       | Närcon flyttade till Linköping och drog över 2 000 deltagare. Mässan fick besök av sin första internationella gäst, röstskådespelaren Vic Mignogna. |
| 2012 | 26–29 juli        | Evenemanget drog över 3 400 deltagare och blev därmed störst i sitt slag i Skandinavien. Detta var första året för Nordic Cosplay Championship. |
| 2013 | 22–24 februari    | Närcon arrangerade sitt första vinterkonvent och drog ca 1 500 besökare. Sommarkonventet (25–28 juli) hade ca 5 250 besökare. |
| 2013 | 25–28 juli        | Sommarkonventet Närcon hade ca 5 250 besökare[1]. Namco Bandais spelproducent Hideo Baba, samt Doctor Who-författaren Gary Russell var gäst-föreläsare. |
| 2014 | 3–6 januari       | NärCon arrangerade sitt första evenemang i Stockholm och drog ca 1 780 besökare. Detta var även första gången som Närcon höll i Cosplay-SM. |
| 2014 | 20–23 februari    | Närcon Vinter gick 2014 av stapeln med 1 900 besökare. Den kända japanska cosplayaren Reika kom som gäst-föreläsare. |
| 2014 | 24–27 juli        | Över 7 000 besökare kom till sommarfestivalen som numera huserades i ytterligare två hus på Linköpings universitet och med ett nytt campingområde. Bland hedersgästerna kunde den japanska cosplayaren KANAME, de kanadensiska Youtube-kändisarna Eat Your Kimchi och trubaduren Loke Nyberg återfinnas.    |
| 2015 | 19–22 februari    | Närcon Vinter anordnades på Anders Ljungstedts gymnasium och Saab Arena i Linköping. Cosplay-SM var en del av evenemanget och sändes live i SVT Play och eftersändes i SVT2. Några av hedersgästerna på konventet var Ellen McLain och John Patrick Lowrie.                                                 |
| 2015 | 23–26 juli        | Närcon sommar arrangerades på Linköpings universitet och drog drygt 8 500. Bland gästerna fanns cosplayaren Alodia Gosiengfiao, fotografen Shiro Ang, humorgruppen Dunderhumor med flera. På plats ägde Nordic Cosplay Championship rum som sändes live i SVT1, SVT Play samt även i finska tv-kanalen Yle. |
| 2016 | 12-14 februari    | |
| 2016 | 28-31 juli        | |
| 2016 | 28-30 oktober     | För första gången arrangerades Närcon i Gävle. |
| 2017 | 23-26 februari    | |
| 2017 | 27-30 juli        | |
| 2017 | 2-5 november      | Första Närcon Höst |
| 2018 | 22-25 februari    | |
| 2018 | 26-29 juli        | |
| 2018 | 1-4 november      | Närcon Höst arrangerades än en gång på Katedralskolan i Linköping och hade cirka 800 besökare |
| 2019 | 21-24 februari    | |
| 2019 | 25-28 juli        | NärCon sommar slog besöksrekord med 12 500 besökare trots extrem hetta och utnyttjade hela universitetsområdet på 50 000m². Cirka 700 funktionärer arbetade under evenemangets gång.. Bandet Necronomidol spelade på den stora scenen.                                                                      |
| 2020 | 20-23 februari    | Närcon byter plats till Berzeliusskolan samtidigt som Närcon Höst 2019 uteblev på grund av renovering av Katedralskolan. Bandet FATE GEAR spelade Det var det 30:e Närcon som arrangerades. |
| 2022 | 24-27 februari    | Närcon var tillbaka efter uppehåll under pandemin. |
| 2022 | 28-31 juli        | Necronomidol spelade på den stora scenen medan medlemmen Tsukishiro Himari spelade som Isiliel på utomhusscenen Zen Garden. |
| 2023 | 23-26 februari    | Närcon Vinter arrangerades än en gång på Katedralskolan i Linköping. Isiliel gjorde konsert |
| 2023 | 27-30 juli        | Bland musikartisterna som stod på scenen fanns MAD JAMIE, Sari, Isiliel och Subwoolfer. |

## Galleri

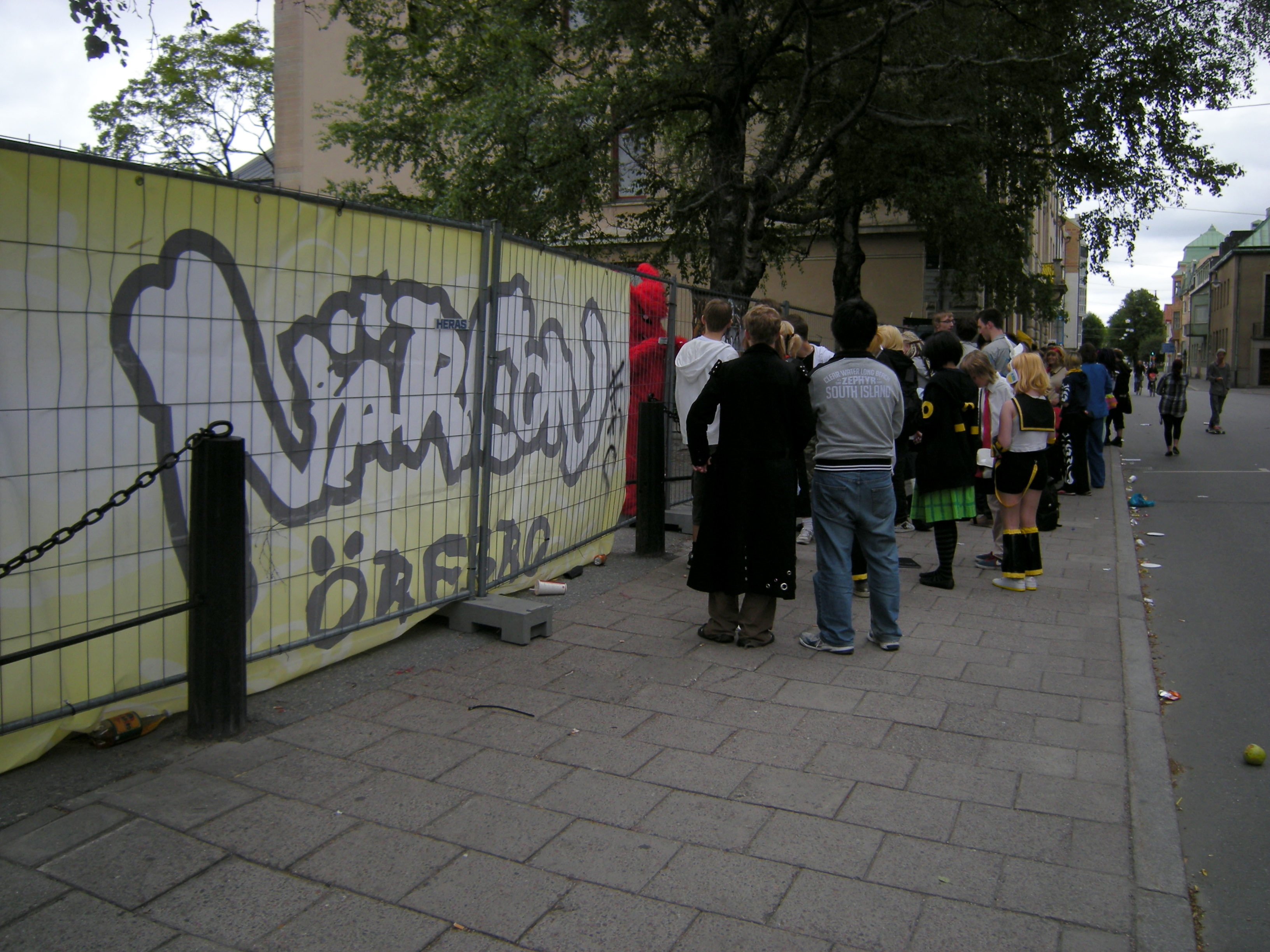
Insläppet till NärCon i Örebro 2010.
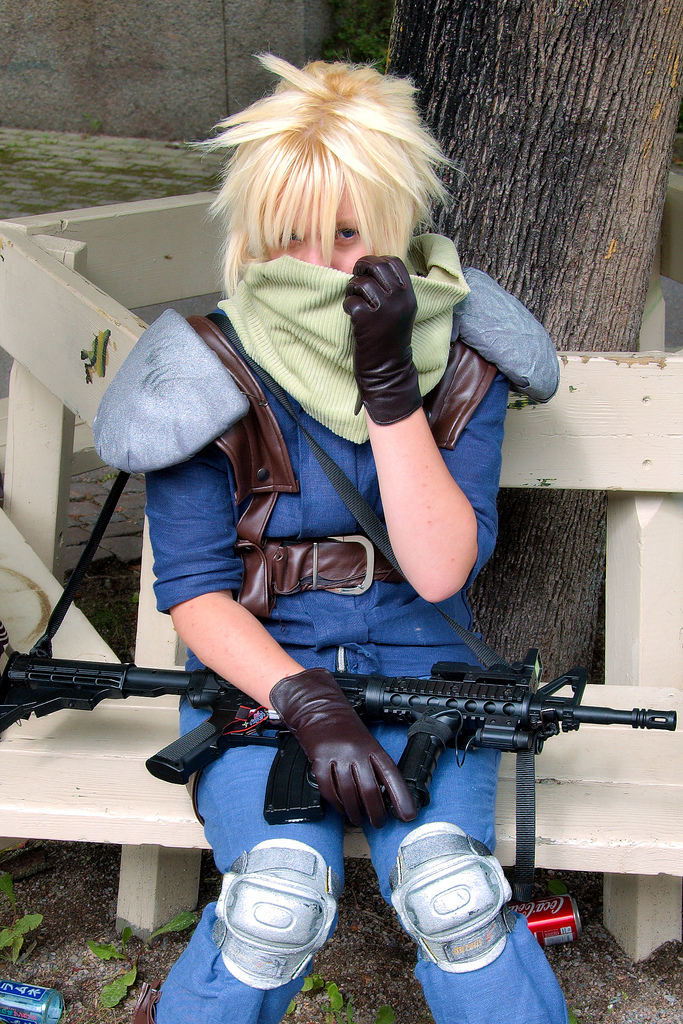
Cosplayare föreställande Cloud Strife på Närcon 2008.
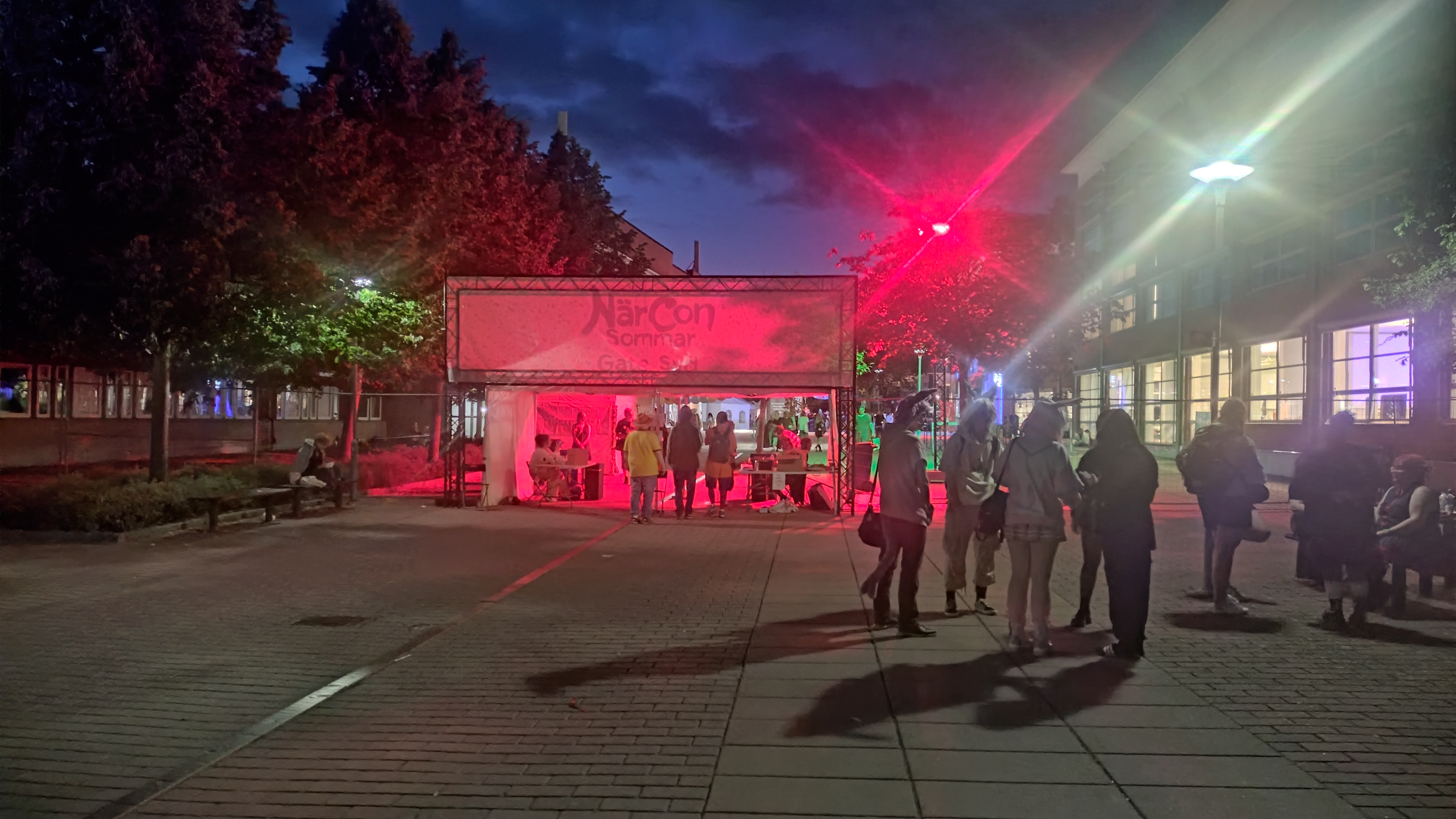
Södra utgången kvällstid på Närcon 2025.

## E-sport

### Starcraft II
På NärCon 2012 hölls en turnering i Starcraft II: Wings of Liberty. Segraren fick representera Sverige i de av IeSF anordnade världsmästerskapen.
| Närcon 2012                    | Guld   | Silver  | Brons  | Brons |
| Starcraft II: Wings of Liberty | SortOf | Naugrim | Bischu | SjoW  |